# Cantone di Flores
Il cantone di Flores è un cantone della Costa Rica facente parte della provincia di Heredia.

## Geografia antropica

### Suddivisioni amministrative
Il cantone  è suddiviso in 3 distretti:
- Barrantes
- Llorente
- San Joaquín